# Pico Jano (Besaya)
El pico Jano es una cumbre muy conocida del valle de Iguña, situado en la divisoria de los valles del Besaya y del Pas, en el municipio de Bárcena de Pie de Concha, en Cantabria (España).
En la cumbre hay un vértice geodésico regente, que marca una altitud de 1289,70 m s. n. m. en la base del pilar.

## Ascensión
La ascensión a esta cumbre es un clásico dentro del montañismo de la zona, si bien hay diversos itinerarios, pudiendo incluso físicamente acercarse a la cima en ciertos vehículos todoterreno. Se parte de Bárcena de Pie de Concha, por una carretera que sube al embalse de Alsa. La subida del último tramo desde el embalse de Mediajo fue asfaltada en 2022 con motivo de la llegada de la Vuelta Ciclista a España. Desde Bárcena de Pie de Concha, la carretera recorre 13,1 km, alcanzando los 1161 m s. n. m., salvando un desnivel de 869 m, lo que supone una pendiente media del 6,63%.
Fue final de la 6.ª etapa de la Vuelta a España 2022, en una etapa con salida en Bilbao.
| Edición | Etapa | Salida | km  | Ganador  | Líder           |
| ------- | ----- | ------ | --- | -------- | --------------- |
| 2022    | 6     | Bilbao | 181 | Jay Vine | Remco Evenepoel |